# Google Workspace Marketplace
Google Workspace Marketplace (anteriormente Google Apps Marketplace y después G Suite Marketplace) es un producto de Google Inc. Es una tienda en línea diseñada para ayudar a la gente y a las organizaciones a descubrir, comprar, e implementar nubes aplicaciones web integradas compatibles con Google Apps (Gmail, Google Docs, Google Sites, Google Calendar, Google Contacts, etc.) y con software de terceros. Algunas aplicaciones son gratis, otras son pagas. Las aplicaciones están basadas en el API de Google o en el Google Apps Script. Los administradores de Google Apps pueden administrar un único directorio con los usuarios y las aplicaciones de la misma interfaz unificada como Google Apps, con las consecuentes reducción de costos fijos y mejoras de seguridad. También funciona como directorio de servicios profesionales asociados a Google Apps.